# Зехтер, Симон
Симон Зехтер (нем. Simon Sechter; 11 октября 1788, Фридберг, Чехия — 10 сентября 1867, Вена) — австрийский органист, композитор и музыкальный теоретик.

## Биография
Симон Зехтер родился 11 октября 1788 года в Фридберге. С 1804 года учился в Вене у Антонио Сальери. В 1810 году начал преподавать фортепиано и пение в школе для слепых. С 1824 года — придворный органист, с 1851 года — профессор Венской консерватории.
Теоретические взгляды Зехтера изложены им в трёхтомном труде «Основы музыкальной композиции» (нем. «Die Grundsätze der musikalischen Komposition»; Лейпциг, 1853—1854), развивающем идеи Жана-Филиппа Рамо и оказавшем значительное влияние на современных и последующих исследователей.
Как композитор Зехтер знаменит тем, что оставил около 5000 фуг, имея привычку сочинять по меньшей мере по одной фуге в день; вероятно, Зехтер был самым плодовитым композитором в истории музыки. Кроме фуг Зехтеру принадлежит также ряд ораторий, месс и т. п.
Прежде всего, однако, Зехтер известен как педагог, повлиявший на творческое формирование многих выдающихся музыкантов. У Зехтера учились Сигизмунд Тальберг, Франц Лахнер, Ганс Балатка, Анри Вьётан, Густав Ноттебом, Миска Хаузер, Корнелий Станкович, Бела Келер, Эдуард Маркссен, Антон Доор, Франц Йозеф Цирер и Антон Брукнер, с которым Зехтер занимался в 1855—1861 годах по переписке; Зехтер считал Брукнера своим самым одарённым учеником, и Брукнер позднее сменил его в Венской консерватории.
Симон Зехтер умер 10 сентября 1867 года в городе Вене.